# Плямиста акула австралійська
Плямиста акула австралійська (Asymbolus analis) — акула роду Австралійська плямиста акула родини Котячі акули.

## Опис
Загальна довжина досягає 90 см. Голова маленька. Рило коротке і округле, зуби дрібні. Тулуб подовжений. У самців черевні плавці зростаються, утворюючи шкірний виріст навколо копулятивного органу. Хвіст помірного розміру. Верхня лопать хвостового плавця набагато більша за нижню. У забарвленні тіла присутні рудуваті плями і світло-коричневі сідлоподібні плями на боках.

## Спосіб життя
Зустрічається в тропічних водах далеко від берега, веде донний спосіб життя. Тримається на глибинах від 10 до 180 м. Живиться донними безхребетними.
Це яйцекладна акула. Самиця відкладає 1 яйце. Про особливості розмноження замало інформації.

## Розповсюдження
Мешкає біля у водах південно-східної Австралії.